# Tiểu Môn (đảo)
đảo Tiểu Môn (tiếng Trung: 小門嶼; bính âm: Xiǎomén Yǔ) là một đảo thuộc quần đảo Bành Hồ, thuộc thôn tiểu Môn, hương Tây Dữ, huyện Bành Hồ, Đài Loan. Do nằm cạnh tuyến đường thủy Hống Môn nên đảo còn được gọi là viên ngọc của Hống Môn. Đảo nằm ở phía bắc của đảo Tây, cách nhau khoảng 20 m. Diện tích đảo khoảng 0,5 kilômét vuông (50 ha), điểm cao nhất nằm ở phần tây bắc của đảo, cao 23 m.
Đảo Tiểu Môn về toàn thể là một núi vuông đá bazan. Các khối đá bazan nứt hình trụ ở hai bờ bắc và nam tương đối phát triển. Bazan xốp được phát triển ở bờ biển phía đông, và phong hóa hình cầu là rất phổ biến. Vùng đất cao ở phía đông bắc của đảo bị nước mưa xói mòn, dẫn đến có nhiều rãnh nước mưa nhỏ, giống như loại địa hình đất xấu.
Động Kình Ngư nằm ở bờ biển phía bắc của đảo này, ban đầu nó là một vách đá bazan bị biển xói mòn, sau khi bị biển xói mòn, tầng đá sa thạch và đá phiến sét dưới lớp đá bazan bị khoét mòn, cuối cùng bị xâm nhập thành một cửa bị biển xói mòn
Đảo Tiểu Môn nằm ở phía bắc của đảo Tây, được ngăn cách với đảo Tây bằng một tuyến đường thủy rộng khoảng 20 mét và được nối với đảo Tây bằng cầu Tiểu Môn, đây là cây cầu nối bên ngoài duy nhất của đảo. và tên đường đối ngoại của đảo gọi là hương đạo Bành 2.
Ngoài những cảnh quan thiên nhiên tráng lệ như đá bazan và động Kình Ngư, đảo Tiểu Môn còn có nhiều cảnh quan văn hóa phong phú như tháp Trấn Phong, thạch cảm đang và ruộng đá trồng rau.